# Letícia Santos
Letícia Santos de Oliveira, mais conhecida como Letícia Santos (Atibaia, 2 de dezembro de 1994), é uma futebolista brasileira que atua como lateral-direita. Atualmente, joga pelo Corinthians e pela Seleção Brasileira de Futebol Feminino.

## Carreira

### XV de Piracicaba
Letícia se profissionalizou no time de Piracicaba.

### São José
Após cerca de quatro meses, saiu de Piracicaba e ingressou no São José. 
Letícia participou da campanha do São José que se sagrou campeão do torneio internacional de clubes realizado no Japão. O São José começou sua participação já na semifinal, onde derrotou o Urawa Reds, do Japão, por 1 a 0. Na decisão Letícia ajudou na vitória sobre o  W.F.C.Arsenal, da Inglaterra, por 2 a 0.

### Avaldsnes
Em janeiro de 2015, Letícia se transferiu do São José para o Avaldsnes IL, na Toppserien da Noruega.

### Sand
Em 16 de janeiro de 2017, Santos assinou contrato com o SC Sand da Alemanha, da Bundesliga Feminina alemã. Ela marcou seu primeiro gol na liga em 30 de setembro de 2018, abrindo o placar na vitória por 5 a 0 sobre o Borussia Mönchengladbach.
Letícia estendeu o seu contrato por um ano, depois de sua performance ter agradado o treinador do time.
Em 25 de novembro de 2018, Letícia participou de uma sonora goleada por 9 a 0, do Wolfsburg, líder do Campeonato Alemão. Dez dias depois outra derrota, desta vez o Sand tomou de 4 a 0 pro Hoffenheim.
Letícia deixou o Sand após 53 jogos na Allianz Women's Bundesliga e na Copa da DFB em dois anos e meio.

### Eintracht Frankfurt
Em junho de 2019, Letícia foi anunciada pelo 1. FFC Frankfurt da Alemanha.

### Corinthians
No dia 10 de Janeiro de 2024, foi anunciada como novo reforço do Corinthians.

## Seleção Brasileira
Com a Seleção Brasileira de Futebol Feminino Sub-20, ela participou da Copa do Mundo de Futebol Feminino Sub-20 de 2014.[carece de fontes?]
Ela foi escalada para a Seleção Brasileira de Futebol Feminino pela primeira vez em março de 2017 para um amistoso contra a Bolívia em Manaus, Letícia foi titular e deu assistência a Marta no terceiro gol do Brasil na vitória por 6–0.
Em outubro de 2017, Letícia foi novamente convocada para a Seleção Brasileira para o Torneio Internacional de Yongchuan de 2017 em substituição à titular lateral-direita Fabiana, que deixou o jogo depois de torcer o joelho.
Em 2019 participou da Copa do Mundo com a seleção brasileira, estreando contra a Jamaica. Com a seleção brasileira , ela participou da Copa do Mundo de 2019, realizada na França. Durante esta Copa do Mundo, ela jogou quatro partidas. O Brasil perdeu nas oitavas de final para o país anfitrião na prorrogação.
Letícia disputou os Jogos Olímpicos de 2020, realizados no verão de 2021 em Tóquio. Durante o torneio olímpico, ela disputou apenas um jogo na fase de grupos.

## Estilo de jogo
Letícia é uma jogadora muito técnica, veloz, muito forte que ocupa diferentes posições, tanto defensiva como ofensivamente nas duas alas. Isso a torna uma atleta muito versátil.

## Títulos
Seleção Brasileira:
- Copa América Feminina: 2022[21]